# План выражения и план содержания
Пла́н выраже́ния — определённым образом организованная область материальных средств, служащих для передачи языковых сообщений. Термин введён в глоссематике, где противополагается плану содержания, под которым понимается воплощаемый в языке «мир мысли» — определённым образом организованная область того, что может быть предметом языкового сообщения. При этом в глоссематике подчёркивается равноправность фонетической, графической (для письменного языка) или любой иной субстанции выражения мысли. Термин «план выражения» употребляется и лингвистами других направлений, где обычно применяется только к области звуковых явлений.

## Структура планов
Как в плане выражения, так и в плане содержания глоссематика выделяет форму и субстанцию. Таким образом, язык членится на четыре сферы, или стратума: форма выражения, субстанция выражения, форма содержания, субстанция содержания. Форма обоих планов специфична для отдельного языка и не зависит от субстанции, определяемой через понятия формы (сети отношений между элементами того или иного плана) и материала (нерасчленённой массы звуков или идей) и трактуемой как материал, расчленённый посредством формы.

## Изоморфизм планов
Одной из основных идей глоссематики является тезис об изоморфизме языковых планов — параллелизме в организации звуковой и смысловой сторон языка. Вместе с тем утверждается их неконформальность — наличие в обоих языковых планах наряду с означающими и означаемыми таких элементов, которые не соотносимы однозначным образом с сущностями противоположного плана. Они называются фигурами выражения и содержания. Именно этим определяется целесообразность членения естественного языка на план выражения и план содержания; для знаковых систем, в которые не входят незнаковые единицы, подобное членение не является необходимым.